# Маренго (округ)
Маре́нго (англ. Marengo County) — округ в штате Алабама, США. Официально образован в 1818 году. По состоянию на 2010 год, численность населения составляла 21 027 человек.

## География
По данным Бюро переписи США, общая площадь округа равняется 2545,973 км², из которых 2530,433 км² суша и 15,022 км², или 0,6 %, это водоёмы.

### Соседние округа
|         | Самтер Грин | Хейл    | Перри |  |
|         | север       | Даллас  |       |  |
| Маренго |             | Даллас  |       |  |
| юг      |             | Даллас  |       |  |
| Чокто   | Кларк       | Уилкокс |       |  |

## Население
По данным переписи населения 2000 года в округе проживает 22 539 жителей в составе 8767 домашних хозяйств и 6277 семей. Плотность населения составляет 9,00 человек на км². На территории округа насчитывается 10 127 жилых строений, при плотности застройки около 4 строений на км². Расовый состав населения: белые — 51,71 %, афроамериканцы — 47,28 %, коренные американцы (индейцы) — 0,08 %, азиаты — 0,18 %, гавайцы — 0,01 %, представители других рас — 0,25 %, представители двух или более рас — 0,47 %. Испаноязычные составляли 0,97 % населения независимо от расы.
В составе 34,70 % из общего числа домашних хозяйств проживают дети в возрасте до 18 лет, 48,40 % домашних хозяйств представляют собой супружеские пары проживающие вместе, 19,40 % домашних хозяйств представляют собой одиноких женщин без супруга, 28,40 % домашних хозяйств не имеют отношения к семьям, 26,50 % домашних хозяйств состоят из одного человека, 12,10 % домашних хозяйств состоят из престарелых (65 лет и старше), проживающих в одиночестве. Средний размер домашнего хозяйства составляет 2,55 человека, и средний размер семьи 3,08 человека.
Возрастной состав округа: 28,50 % моложе 18 лет, 8,00 % от 18 до 24, 26,00 % от 25 до 44, 22,90 % от 45 до 64 и 22,90 % от 65 и старше. Средний возраст жителя округа 36 лет. На каждые 100 женщин приходится 88,30 мужчин. На каждые 100 женщин старше 18 лет приходится 82,20 мужчин.
Средний доход на домохозяйство в округе составлял 27 025 долларов, на семью — 35 475 долларов. Среднестатистический заработок мужчины был 36 053 доллара против 19 571 доллара для женщины. Доход на душу населения составлял 15 308 долларов. Около 22,20 % семей и 25,90 % общего населения находились ниже черты бедности, в том числе — 33,70 % молодёжи (тех, кому ещё не исполнилось 18 лет) и 25,30 % тех, кому было уже больше 65 лет.